# 멍게과
멍게과(Pyuridae)는 척삭동물문 해초강에 속하는 피낭동물 분류이다. 열대와 아열대의 산호초지역에 많이 서식한다. 얕은 바다에서 바위에 붙어 서식하며, 자웅동체이다. 한반도 근해에는 78종이 서식하는 것으로 알려져 있다. 한국, 일본, 프랑스 등에서 식용으로 먹는다. 프랑스에서 주로 식용되는 것은 Microcosmus sabatieri이다. 멍게는 양식을 통해 대량생산하고 있다. 비슷한 동물로 미더덕이 있다.

## 하위 속
| - Bathypera - Bathypyura - 침멍게속 (Boltenia) - Bolteniopsis - Claudenus - Cratostigma - Ctenyura - Culeolus - 멍게속 (Halocynthia) | - Hartmeyeria - Hemistyela - 벼개멍게속 (Herdmania) - Heterostigma - 우주멍게속 (Microcosmus) - Paraculeolus - 피우라속 (Pyura) - Pyurella |